# إدوارد فرنانديز
إدوارد فرنانديز (بالإسبانية: Eduard Fernández)‏ (و. 1964 – م) هو ممثل، من إسبانيا، ولد في برشلونة.

## جوائز
حصل على جوائز منها:
- Gaudí Award for Best Actor in a Leading Role  [لغات أخرى]‏
- Gaudí Award for Best Actor in a Supporting Role  [لغات أخرى]‏.

## وصلات خارجية
- إدوارد فرنانديز على موقع IMDb (الإنجليزية)
- إدوارد فرنانديز على موقع قاعدة بيانات الأفلام العربية
- إدوارد فرنانديز على موقع ألو سيني (الفرنسية)
- إدوارد فرنانديز على موقع تيرنر كلاسيك موفيز (الإنجليزية)
- إدوارد فرنانديز على موقع أول موفي (الإنجليزية)
- إدوارد فرنانديز على موقع قاعدة بيانات الأفلام السويدية (السويدية)
- إدوارد فرنانديز على موقع قاعدة بيانات الفيلم (الإنجليزية)
- إدوارد فرنانديز على موقع كينوبويسك (الروسية)